# Grand'Anse (Praslin)
Pour les articles homonymes, voir Grand Anse.
Grand'Anse de l'île Praslin est un des deux district de l'île Praslin aux Seychelles.

## Géographie

### Démographie
Le district de Grand'Anse de l'île Praslin couvre 14,4 km2 et compte 3 335 habitants (2002).